# Google Docs
Google Docs er en gratis webbaseret kontorpakke, der indeholder tekstbehandling, regneark og præsentationer. Google Docs udgives af Google og tillader brugere at oprette og redigere dokumenter online. Redigering af et givet dokument kan foretages af flere personer samtidig, og ændringer vil for de andre brugere forekomme med det samme (real-time).
Google Docs kombinerer flere forskellige services. Writely og Spreadsheets, der den 10. oktober 2006 blev sammensat til et program (Google Docs), og Presentation (Teknologi udviklet af Tonic Systems), der blev inkorporeret den 17. september 2007.
Google Docs er som udgangspunkt gratis at bruge, men via Google Apps for Work kan man få adgang til ekstra funktioner.

## Features
Dokumenter, regneark og præsentationer kan oprettes direkte i Google Docs, importeres gennem web-interfacet eller sendes til Google Docs via mail. Det er muligt at gemme sine Google Docs-dokumenter lokalt på sin computer i flere forskellige formater, men i udgangspunktet gemmes de alene online på Googles servere. Åbne dokumenter gemmes regelmæssigt for at forhindre datatab, og et revisionssystem gør det muligt at finde alle tidligere gemte revisioner af et givent dokument. Dokumenter kan tagges og arkiveres af organisatoriske grunde.
Samarbejde mellem brugere er en stærk force ved Google Docs. Dokumenter kan deles, åbnes og redigeres af flere brugere på samme tid. Ved regneark kan brugere via e-mail blive underrettet, når der sker ændringer i specificerede dele af dokumentet.
Google Docs understøtter Microsoft Office-filformater såsom .doc og .xls. Der er også inkluderet support for OpenDocument-formatet.
I Google Docs er det også muligt at uploade og læse PDF-filer.